# Предславинський провулок
Предсла́винський прову́лок — зниклий провулок, що існував у Печерському району міста Києва, місцевість Нова Забудова. Провулок пролягав від Предславинської вулиці до вулиці Василя Тютюнника.

## Історія
Провулок виник у XIX столітті, ймовірно під такою ж назвою. Ліквідований у зв'язку зі знесенням старої забудови наприкінці 1970-х років.